# Большой Зайкин
Большо́й За́йкин — посёлок в Первомайском районе Оренбургской области. Входит в состав Малозайкинского сельсовета.

## География
Посёлок находится в месте слияния рек 2-я и 3-я Балабанка, на расстоянии 35 км к юго-западу посёлка Первомайский, административного центра района.

### Часовой пояс
Посёлок Большой Зайкин, как и вся Оренбургская область, находится в часовой зоне МСК+2. Смещение применяемого времени относительно UTC составляет +5:00.

## История
Впервые упоминается как хутор в 1890 году.

## Население
| 2010 |
| ---- |
| 152  |